# ジョン・スタグリアーノ
ジョン・アレン・スタグリアーノ（John Allen Stagliano、1951年11月29日 - ）はイリノイ州シカゴ出身のアメリカ合衆国の起業家、ポルノ映画男優・製作者・監督。バットマン（Buttman、直訳すると「尻(しり=buttocks)男」…自らの尻フェチとバットマンをかけている）という別名で知られる。

## 来歴
ポルノ界に身を投じる以前は、チペンデール・ダンサー（主に女性客のために半裸で挑発的に踊るダンサー）であった。ポルノ映画のゴンゾジャンルを代表する『Buttmanシリーズ』の映画で最も知られる。これらの映画では常に女性の臀部 (buttocks) に焦点をあて、大抵は男優は女性のお尻を舐め、キスをし、甘噛みするが、必ずしもアナルセックスに繋がるわけではない。トレイシー・アダムスが臀部を見せているシーンに触発され、Buttmanシリーズを始めたと語っている。そのシーンではアダムスの手とひざは彼女の臀部と共に空中高く突き出されている。「シーンは、たった二秒でした」とスタグリアーノは言う。「しかし私は、これから私が何をしたいのかを理解しました。」初期の作品では、ほとんどアナルセックスを行なっておらず、自らの尻フェチを公開することにより大いに絶賛された。後のButtman映画には多数のアナルセックスシーンが含まれており、彼自身が出演する事も多かった。
1997年、HIV検査で陽性反応が出たが、現在まで、薬物治療でウイルスは抑えられているが、ポルノ映画を製作し続け、セックスシーンの無い役で出演している。元ポルノスターのトリシア・デヴェロー（彼女もまた、HIV陽性である）と結婚しており、二人の間には2001年3月に誕生した娘がいるが、無事にHIV陰性であった。リバタリアニズムの政治理念を支持しており、リバタリアニズムのシンクタンクであるケイトー研究所とリーズン・ファウンデーションに対する有力な寄付者である。
1999年、トリスタン・タオルミノ (Tristan Taormino) のビデオ版『The Ultimate Guide to Anal Sex for Women 』において助言者、製作者、共同監督を務めた。
2004年10月から2008年2月まで、彼のポルノ映画と同名の「Fashionistas」と呼ばれるラスベガス・ショーをプロデュースし、演出した。
2008年4月8日、アダルト・ウェブサイトXBIZで、8つの猥褻法違反で告発されていた事が報告され、4月14日には公判に関する記事、ニュース、最新情報を配信するウェブサイトを開設した。

## Evil Angel
アダルトビデオ製作会社Evil Angelを所有している。同社はロッコ・シフレディ、クリストフ・クラーク、ジョン・レスリー、ジョーイ・シルヴェラ、ベラドンナなどが監督したポルノ作品を流通させる。アニリングスシーンとアナルセックスは、ロッコ・シフレディによる初期の映画の特徴で、これらのシーンの多くには複数の男優が登場する。

## Buttman
Buttmanシリーズは有名であり、ゴンゾポルノシリーズの中でも類のないものである。これらはタイトル間で連続してレベルを維持するのみならず、キャラクターの成長さえ見られる。初期のシリーズは、アナルに取りつかれたポルノスターButtmanが感化しようとする「ダリオ」役でシフレディが登場した。後のエピソードでは、ダリオの仮面は剥ぎ取られ、ロッコはロッコとして登場する。もう一つの進行中のプロットラインでは、Buttmanがフェティッシュ・ビデオの製作者ブルース・セブンの支持を得ようとしている。多くのButtman作品は、英国、ハンガリー、ブラジルでの短期逗留における旅行談の形をとっている。
『Buttman at Nudes-a-Poppin 』と名付けられたハードコアではないビデオの派生シリーズでは、ローズローン (インディアナ州) で開催される屋外ヌード美人コンテスト、Nudes-a-Poppinで、ストリップクラブやヌーディストのイベントと同様に様々なストリップコンテストが行なわれる。
Buttman作品のいくつかは、壮大な長さを持っている、例えば『Buda 』 、そして『Buttman Confidential 』。スタグリアーノがButtmanとして、感情的に崩壊していくように見える後者は、論争を呼んだ作品である。クリスティ・リン（1995年に自動車事故で死亡した現実の恋人であり、Buttman映画の常連あった）の死への言及、そしてHIVへの言及、ス性転換者とセックスしているシーンは言うまでもなく、この作品は自叙伝的なものではないかと憶測されている。スタグリアーノサイドは、公式ウェブサイトで『Buttman Confidential 』は芸術的な試み以上の何物でもないと、風説を否定している。

## 受賞
- 1991年 XRCO 最優秀ビデオ作品賞・最優秀監督賞（ビデオ） - 『Buttman's Ultimate Workout 』[7]
- 1992年 XRCO 最優秀映画作品賞・最優秀監督賞（映画） - 『Wild Goose Chase 』[8]
- 2002年 XRCO 年間最優秀監督[9]
- 2003年 AVN 最優秀監督賞（映画） - 『The Fashionistas 』[10]
- 2003年 AVN 最優秀編集賞（映画） - 『The Fashionistas 』（トリシア・デヴェローと共に）[10]
- AVN殿堂入り[11]
- XRCO殿堂入り[12]